# 穆利内
穆利内（法語：Moulinet，法語發音：[mulinɛ] ⓘ）是法国滨海阿尔卑斯省的一个市镇，位于该省东部，属于尼斯区。

## 地理
穆利内（43°56'27"N, 7°24'46"E）面积41.07 平方千米，位于法国普罗旺斯-阿尔卑斯-蓝色海岸大区滨海阿尔卑斯省，该省份为法国东南部沿海省份，南濒地中海，西南至瓦尔省，西北接上普罗旺斯阿尔卑斯省，北部和东部与意大利接壤。
与穆利内接壤的市镇（或旧市镇、城区）包括：拉博莱讷韦叙比、鲁瓦亚河畔布雷伊、朗托斯克、吕塞拉姆、索斯佩勒。
穆利内的时区为UTC+01:00、UTC+02:00（夏令时）。

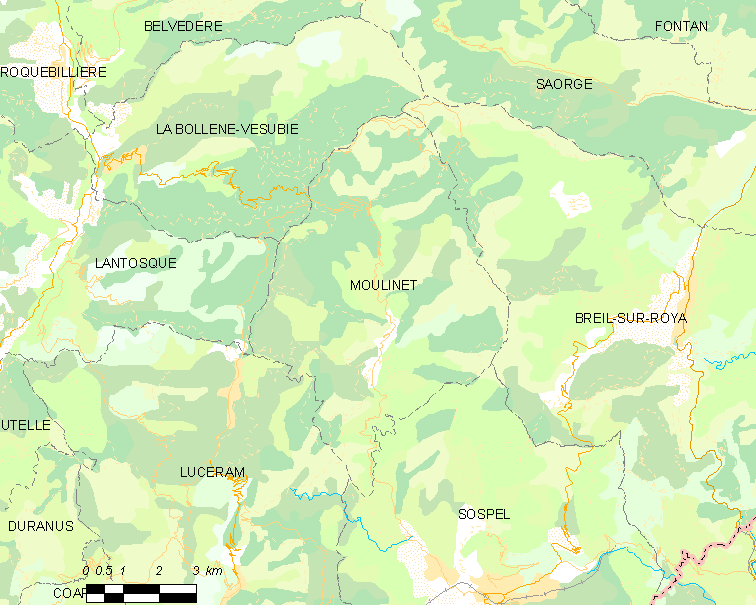
穆利内的OSM定位图

## 行政
穆利内的邮政编码为06380，INSEE市镇编码为06086。

## 政治
穆利内所属的省级选区为孔特县。

## 人口

1962-2008年间穆利内人口变化图示

穆利内于2022年1月1日时的人口数量为253人。